# Lijst van rijksmonumenten in Oud-Beijerland
De plaats Oud-Beijerland telt 28 inschrijvingen in het rijksmonumentenregister. Hieronder een overzicht. 
| Object | Oorspronkelijke functie?  | Bouwjaar                            | Architect      | Locatie                   | Coördinaten?                  | Nr.?   | Afbeelding |
| --- | ------------------------- | ----------------------------------- | -------------- | ------------------------- | ----------------------------- | ------ | --- |
| Pand met eenvoudige trapgevel, de top voorzien van bakstenen lijsten; de zoldervensters gedekt door platte ontlastingsbogen | Woonhuis                  | eerste helft 17e eeuw               |                | Havendam 7                | 51° 49' 38" NB, 4° 24' 40" OL | 31908  | Meer afbeeldingen |
| Pand met brede, gepleisterde gevel met ingezwenkte zijkanten en rechte lijst. Geprofileerde houten vensteromlijstingen; halfronde zoldervensters, waarin gietijzeren traceerwerk | Woonhuis                  | midden 19e eeuw                     |                | Havendam 5                | 51° 49' 38" NB, 4° 24' 40" OL | 31909  | Meer afbeeldingen |
| Pand met trapgevel van het Dordtse type met geblokte ontlastingsbogen, in de verdieping rutend op muurstijlen op Jonische kapiteeltjes met koppen tussen de vensters. Geprofileerde natuurstenen waterlijsten, toppilaster op maskerconsoles, sierankers | Woonhuis                  | eerste helft 17e eeuw               |                | Havendam 8                | 51° 49' 38" NB, 4° 24' 40" OL | 31910  | Meer afbeeldingen |
| Pand met lijstgevel twee vensterassen breed. Geprofileerde houten vensteromlijstingen. Gietijzeren stoephek met hardstenen palen. Ouder pand met schilddak | Woonhuis                  | vierde kwart 18e eeuw               |                | Havendam 15               | 51° 49' 39" NB, 4° 24' 40" OL | 31911  | Meer afbeeldingen |
| Pand met eenvoudige lijstgevel ter breedte van drie vensterassen. Geprofileerde houten vensteromlijstingen. Stoep met hardstenen palen aan weerskanten | Werk-woonhuis             | derde kwart 19e eeuw                |                | Havendam 16               | 51° 49' 40" NB, 4° 24' 40" OL | 31912  | Meer afbeeldingen |
| Pand achter Ysselstenen gevel met houten kroonlijst. Boven de vensters rode strekken. Gestoken deurkalf; zes- en vierruitsschuiframen; deur met panelen en stoep met geprofileerde treden | Woonhuis                  | eerste helft 19e eeuw               |                | Havendam 24               | 51° 49' 41" NB, 4° 24' 40" OL | 31913  | Meer afbeeldingen |
| Koetshuis, oorspronkelijk behorend bij pand West-Voorstraat 7. Rechthoekige plattegrond, met schilddak. Aan de straatzijde drie ingangspoorten. Aan de tuinzijde de oorspronkelijke rondbogige toegang | Bijgebouwen kastelen enz. | 1843                                |                | Kerkstraat 17             | 51° 49' 34" NB, 4° 24' 38" OL | 31914  | Meer afbeeldingen |
| Hoeve "Kreekestein" | Boerderij                 | mogelijk eerste kwart 19e eeuw      |                | 1e Kruisweg 35            | 51° 47' 51" NB, 4° 25' 46" OL | 31915  | Meer afbeeldingen |
| Johannahoeve | Boerderij                 | eerste helft 17e eeuw               |                | Kwakscheweg 6             | 51° 48' 36" NB, 4° 25' 41" OL | 31916  | Meer afbeeldingen |
| Pand onder zadeldak met aan de voorzijde Ysselstenen puntgevel met vlechtingen en sierankers. Negenruitsschuiframen | Werk-woonhuis             | mogelijk 17e eeuw                   |                | Oost-Voorstraat 40        | 51° 49' 29" NB, 4° 24' 45" OL | 31917  | Meer afbeeldingen |
| Herenboerderij met stads aandoend dwars woongedeelte van parterre en verdieping onder schilddak met twee dakkapellen. De voorgevel, waarvan de kroonlijst is gewijzigd, telt vijf vensterassen en heeft zesruitsschuiframen | Boerderij                 | ca. 1800                            |                | Steenenstraat 2           | 51° 49' 18" NB, 4° 24' 48" OL | 31918  | Meer afbeeldingen |
| Raadhuis | Overheidsgebouw           | 1622                                |                | Waterstal 1               | 51° 49' 29" NB, 4° 24' 43" OL | 31919  | Meer afbeeldingen |
| Dorpskerk. Kruiswerk | Kerk en kerkonderdeel     | 1650                                |                | Waterstal bij 3           | 51° 49' 28" NB, 4° 24' 42" OL | 31920  | Meer afbeeldingen |
| Toren van de Nederdlands Hervormde Kerk | Kerk en kerkonderdeel     | 1604                                |                | Waterstal bij 3           | 51° 49' 28" NB, 4° 24' 41" OL | 31921  | Meer afbeeldingen |
| Pand achter monumentale gepleisterde gevel van parterre, verdieping en attiekverdieping | Werk-woonhuis             | tweede kwart 19e eeuw               |                | West-Voorstraat 6         | 51° 49' 35" NB, 4° 24' 40" OL | 31922  | Meer afbeeldingen |
| Pand achter eenvoudige, vijf vensterassen brede, gepleisterde lijstgevel | Woonhuis                  | waarschijnlijk derde kwart 19e eeuw |                | West-Voorstraat 7         | 51° 49' 34" NB, 4° 24' 40" OL | 31923  | Meer afbeeldingen |
| Pand ter breedte van drie vensterassen onder half schilddak. Parterre en verdieping. Lijstgevel met in de architraaf gesneden ornament in late Lod. XVI-stijl | Woonhuis                  | derde kwart 19e eeuw                |                | West-Voorstraat 8         | 51° 49' 34" NB, 4° 24' 40" OL | 31924  | Meer afbeeldingen |
| Pand in de rechter zijmuur, ter breedte van drie vensterassen en bestaande uit begane-grond en verdieping. Gesneden deuren en gesneden bovenlicht in late Lod. XVI-vormen, geflankeerd door verdiepte pilasters. Zesruits empireramen met gesneden wisseldorpels en middenstijlen. Geprofileerde vensteromlijstingen. Hardstenen plint; versierde hardstenen stoeppalen | Woonhuis                  | 1829                                |                | West-Voorstraat 10        | 51° 49' 34" NB, 4° 24' 40" OL | 31925  | Meer afbeeldingen |
| Pand van parterre en verdieping onder schilddak met topschoorsteen. Eenvoudige lijstgevel van drie vensterassen, waarvan de linker, die de ingangspartij bevat, als risaliet is opgevat | Woonhuis                  | eerste kwart 19e eeuw               |                | West-Voorstraat 11        | 51° 49' 33" NB, 4° 24' 40" OL | 31926  | Meer afbeeldingen |
| Pand achter tot puntgevel gewijzigde en gepleisterde trapgevel van het Dordtse type met in de verdieping geprofileerde ontlastingsbogen, die zich tootvormig ontwikkelen uit de op gebeeldhouwde koppen rustende muurstijlen. Onderpui met bossagewerk | Werk-woonhuis             | eerste helft 17e eeuw               |                | West-Voorstraat 12        | 51° 49' 33" NB, 4° 24' 40" OL | 31927  | Meer afbeeldingen |
| Pand achter eenvoudig bakstenen geveltje, aan de bovenzijde ingezwenkt en afgedekt door een hout kroonlijst. Geprofileerde houten vensteromlijstingen XIXc; onder de lijst twee sierankers | Woonhuis                  | mogelijk 17e eeuw                   |                | West-Voorstraat 13        | 51° 49' 33" NB, 4° 24' 41" OL | 31928  | Meer afbeeldingen |
| Groot pand onder hoog, monumentaal schilddak, dat aan de achterzijde aansluit tegen een puntgevel. Voorgevel met lage bovenverdieping en kroonlijst; gepleisterd bossagewerk | Woonhuis                  | mogelijk 16e eeuw                   |                | West-Voorstraat 14        | 51° 49' 33" NB, 4° 24' 40" OL | 31929  | Meer afbeeldingen |
| Statig pand ter breedte van vijf vensterassen, bestaande uit twee achter elkaar evenwijdig aan de straat gelegen vleugels onder zadeldak en met puntgevels opzij. Voorgevel van het thans tot postkantoor dienende huis in gemoderniseerd met geprofileerde vensteromlijstingen en kroonlijst                                                                           | Woonhuis                  | eerste kwart 19e eeuw               |                | West-Voorstraat 23        | 51° 49' 31" NB, 4° 24' 41" OL | 31930  | Meer afbeeldingen |
| Pand onder zadeldak tussen puntgevels. De puntgevel aan de straatzijde heeft een rollaag en zesruitsschuiframen | Woonhuis                  | ca. 1800                            |                | West-Voorstraat 28        | 51° 49' 30" NB, 4° 24' 42" OL | 31931  | Meer afbeeldingen |
| Voormalige zadelmakerij met woning, gebouwd in een sobere, Ambachtelijk-traditionele stijl in opdracht van de familie De Koning | Industrie                 | ca. 1860                            |                | Ooststraat 1              | 51° 49' 35" NB, 4° 24' 44" OL | 521893 | Voormalige zadelmakerij met woning, gebouwd in een sobere, Ambachtelijk-traditionele stijl in opdracht van de familie De Koning |
| Kantongerecht | Gerechtsgebouw            | 1880-1882                           | J.F. Metzelaar | Steenenstraat 20          | 51° 49' 17" NB, 4° 24' 52" OL | 521894 | Meer afbeeldingen |
| Consistorie met catechisatielokaal | Kerk en kerkonderdeel     | ca. 1900                            |                | Waterstal 7/K. Doormanstr | 51° 49' 28" NB, 4° 24' 41" OL | 521895 | Consistorie met catechisatielokaal                                                                                              |
| Voetgangersbrug | Brug                      | 1864                                |                | Korte Laning              | 51° 49' 12" NB, 4° 24' 49" OL | 521896 | Meer afbeeldingen |